# Jim Thornton
Jim Thornton (ur. 8 marca 1965 w Huntington (Wirginia Zachodnia)) – amerykański spiker radiowy i aktor głosowy, znany przede wszystkim z ról dubbingowych w grach wideo oraz jako lektor w filmach i programach telewizyjnych.

## Życiorys i kariera
Urodzony w Huntington w Wirginii Zachodniej, Thornton ukończył Huntington High School w 1983 roku, a następnie przeniósł się do Los Angeles w 1984 roku, gdzie rok później rozpoczął karierę radiową. Ukończył także językoznawstwo na Marshall University.
Podkładał głos Johnny’ego Gomeza w Zapasach na śmierć i życie (ang. Celebrity Deathmatch). Pojawił się także w grach wideo, m.in. w Hitman: Krwawa forsa oraz Mafii II, gdzie użyczył głosu dla spikerów radiowych – Boba Berrimana i Gary’ego Stevensa.
Thornton jest przede wszystkim znany ze wszystkich wiadomościach radiowych KNX 1070 Radio w Los Angeles.

## Filmografia

### Seriale telewizyjne
- Zapasy na śmierć i życie jako Johnny Gomez
- Rugrats jako świąteczny kolędnik
- The Cleveland Show jako spiker (głosy dodatkowe)
- The Price Is Right jako on sam (komentator)
- The Soup jako on sam (spiker)
- Tim & Eric Awesome Show, Great Job! jako on sam (spiker)
- Wheel of Fortune jako on sam (komentator gościnny)
- KCBS-TV jako on sam (reporter)

### Filmy krótkometrażowe
- Let’s Pollute jako narrator

### Filmy kinowe
- Potwory i spółka – dodatkowe głosy

### Gry wideo
- Hitman: Krwawa forsa – dodatkowe głosy
- Mafia II jako spiker radiowy – Bob Berriman i Gary Stevens
- WALL-E